# Randia duckei
Randia duckei är en måreväxtart som beskrevs av Ined.. Randia duckei ingår i släktet Randia och familjen måreväxter. Inga underarter finns listade i Catalogue of Life.